# Chiesa cattolica a Porto Rico
La Chiesa cattolica a Porto Rico è parte dell'universale Chiesa cattolica, in comunione con il vescovo di Roma, il papa, riconosciuto come suprema guida spirituale.

## Storia
Con la bolla Romanus pontifex di papa Giulio II dell'8 agosto 1511 fu eretta la diocesi di Porto Rico, affidata al canonico Alonso Manso, che fu il primo vescovo europeo a raggiungere il Nuovo Mondo. La nuova diocesi fu eretta suffraganea dell'arcidiocesi di Siviglia in Spagna; in seguito passò alla provincia ecclesiastica di Santo Domingo e poi a quella di Santiago de Cuba.
In seguito al trattato di Parigi del 1898 e al passaggio di Porto Rico sotto la giurisdizione statunitense, anche la Chiesa portoricana fu resa indipendente da Cuba: con il breve apostolico Actum praeclare del 20 febbraio 1903, papa Leone XIII separò la diocesi di Porto Rico dalla provincia ecclesiastica di Santiago de Cuba e la rese immediatamente soggetta alla Santa Sede.
In seguito alla conquista da parte degli Stati Uniti d'America, nel 1899 il vescovo in carica fu sostituito da un cittadino americano (così come nelle Filippine, conquistate contemporaneamente, tutti i vescovi furono poi sostituiti da cittadini statunitensi nel 1903).
Nel 1924, con la bolla Ad Sacrosanctum Apostolatus Officium, papa Pio XI eresse la diocesi di Ponce e cambiò il nome della diocesi di Porto Rico in quello di San Juan.
Infine nel 1960, fu eretta la diocesi di Arecibo: di conseguenza venne creata la provincia ecclesiastica di San Juan, e la diocesi di San Juan fu elevata al rango di arcidiocesi metropolitana.
Il 19 novembre 1969 papa Paolo VI con il breve Inter negotia dichiarò Nostra Signora della Divina Provvidenza patrona principale della nazione di Porto Rico.
Nel 1973 monsignor Luis Aponte Martínez fu creato primo cardinale del paese dallo stesso papa Paolo VI; si deve alla sua opera la costruzione del santuario mariano nazionale, dedicato alla Vergine della Divina Provvidenza.

## Organizzazione ecclesiastica

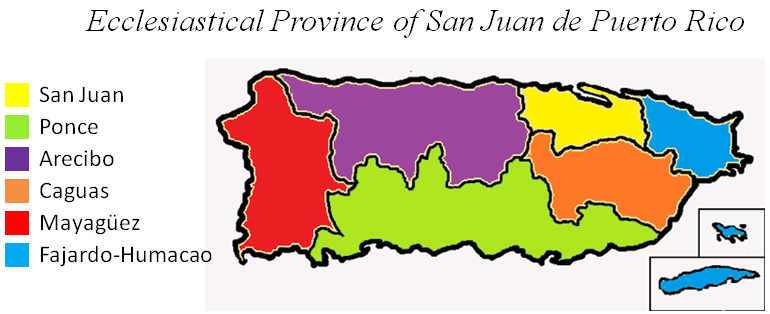
Mappa delle diocesi portoricane.

La Chiesa cattolica a Porto Rico conta circa 2,8 milioni di battezzati, ovvero il 73% della popolazione. Il territorio del paese comprende un'arcidiocesi metropolitana con cinque diocesi suffraganee.
- Arcidiocesi di San Juan
  - Diocesi di Arecibo
  - Diocesi di Caguas
  - Diocesi di Fajardo-Humacao
  - Diocesi di Mayagüez
  - Diocesi di Ponce

## Rappresentanza diplomatica
Una delegazione apostolica a Cuba e Porto Rico fu istituita nel 1898. Il 7 dicembre 1925 fu eretta la delegazione apostolica nelle Antille con il decreto Ea est Antillarum insularum, con giurisdizione su tutte le isole Antille e con sede a L'Avana; essa sostituì la precedente delegazione apostolica a Cuba e Porto Rico.
Da allora una rappresentanza diplomatica specifica a Porto Rico non è mai stata istituita ufficialmente (non essendo Porto Rico uno stato indipendente non può avere relazioni diplomatiche), e come tale non si trova nell'elenco delle rappresentanze della Santa Sede dell'Annuario pontificio. Tuttavia al nunzio apostolico nella Repubblica Dominicana è affidato l'incarico a carattere personale di rappresentare la Santa Sede in qualità di delegato apostolico.

## Conferenza episcopale
La Conferenza è uno dei membri del Consiglio episcopale latinoamericano (CELAM).
Elenco dei presidenti della Conferenza episcopale portoricana:
- Cardinale Luis Aponte Martínez (1966 - 1983)
- Vescovo Juan Torres Oliver (1983 - 1994)
- Vescovo Iñaki Mallona Txertudi, C.P. (1994 - 1997)
- Vescovo Ulises Aurelio Casiano Vargas (1997 - 2000)
- Arcivescovo Roberto Octavio González Nieves, O.F.M. (2000 - dicembre 2007)
- Vescovo Ruben Antonio González Medina, C.M.F. (dicembre 2007 - dicembre 2012)
- Arcivescovo Roberto Octavio González Nieves, O.F.M. (dicembre 2012 - 29 novembre 2018)
- Vescovo Ruben Antonio González Medina, C.M.F., dal 29 novembre 2018

Elenco dei vicepresidenti della Conferenza episcopale portoricana:
- Vescovo Félix Lázaro Martínez, Sch.P. (dicembre 2012 - 2015)
- Vescovo Alvaro Corrada Del Río, S.I. (2015 - 2020)
- Vescovo Eusebio Ramos Morales, dal 2020

Elenco dei Segretari generali della Conferenza episcopale portoricana:
- Vescovo Daniel Fernández Torres (dicembre 2012 - 2015)
- Vescovo Eusebio Ramos Morales (2015 - 2020)
- Vescovo Alberto Arturo Figueroa Morales, dal 2020